# Halcón y paloma en política monetaria
Un halcón monetario, o simplemente halcón, es un término usado para describir a alguien cuya prioridad principal es mantener la inflación baja a la hora de establecer la política monetaria. El término contrasta con una paloma monetaria, que describe a alguien que hace hincapié en otros temas, especialmente la consecución de bajas tasas de desempleo, por encima de lograr tasas de inflación bajas. En otras palabras, los halcones buscan normalizar la política monetaria ante el acecho de la inflación, mientras que las palomas optan por mantener una política acomodaticia para alicatar el crecimiento.
Los dos términos se utilizan comúnmente en los Estados Unidos para describir a los miembros y candidatos a la Junta de Gobernadores de la Reserva Federal, que tienen gran influencia en la política monetaria de Estados Unidos, tanto como Gobernadores de la Reserva Federal y como miembros del Comité Federal de Mercado Abierto. Los términos también se utilizan fuera de Estados Unidos, en lugares como el Reino Unido y la India. El término «pigeon» ha sido usado para describir a los individuos que toman posiciones entre los halcones y las palomas, aunque también se utiliza el término «centrista».
Las palomas están generalmente más a favor de la políticas monetarias expansivas, así como bajos tipos de interés, mientras que los halcones tienden a favorecer política monetaria «ajustada». Por ejemplo, las palomas en los Estados Unidos tienden a favorecer la flexibilización cuantitativa, viéndolo como una forma de estimular la economía, mientras que los halcones tienden a oponerse a la misma, viéndolo como una distorsión de los activos de los mercados. Además, los halcones suelen proyectar mayor inflación futura, y por lo tanto ven más riesgo de inflación y una mayor necesidad de políticas monetarias restrictivas, mientras que las palomas tienden a predecir inflación futura baja, y por lo tanto ven más necesidad de usar políticas monetarias expansivas.
Un individuo puede ser un halcón en algunos casos y una paloma en otros. Por ejemplo, Janet Yellen fue descrita como un halcón durante el auge económico de la década de 1990, pero posteriormente como una paloma al ser nominada para presidir la Reserva Federal. Además, la etiqueta de «halcón» y «paloma» puede ser aplicada de forma diferente dependiendo del punto de vista.
La dicotomía halcón–paloma ha sido criticado como demasiado simplista, especialmente en tiempos de baja inflación o deflación. Por ejemplo, el presidente del Banco de la Reserva Federal de San Luis, James Bullard, ha sido descrito como un «halcón deflacionario» por favorecer políticas que podrían elevar la inflación al objetivo del 2 por ciento por año. El columnista del Washington Post Neil Irwin utiliza el término «halcón burbuja» para describir a aquellos que se enfocan en utilizar la política monetaria para combatir la especulación financiera.